# Arteria subclavia
Arteria subclavia er en assymetrisk arterie i brysthulen der forsyner alt blod i armene, med yderligere afgreninger til f.eks. både brystkassen og hjernen. Arteria subclavia overgår til arteria axillaris efter den krydser 1. ribben, dog er der ingen strukturel forskel imellem disse.

## Struktur
Arteria subclavia er en parret, ikke-symmetrisk arterie. Den udspringer på højre side fra truncus braciocephalicus omtrent dorsalt for højre articulatio sternoclavicularis, og på venstre side som den sidste afgrening af arcus aortae bag manubrium af sternum.
På venstre side (arteria subclavia sinister) har arterien fra sit udspring et ascenderende forløb inde i mediastinum superior opad medialsiden af venstre lunge, hvor den efterlader en tydelig impression på denne.
Forløbet bliver identisk efter A. subclavia sinister "indhenter" dexter ved dexter's udspring bag articulatio sternoclavicularis og de bøjer begge to op, ud af det thorakale indløb for at bue lateralt ud mod armene. Deres forløb efter deres udgang fra brysthulen beskrives hyppigst i tre dele:

### 1. del
Den første består af arterien efter den forlader det thorakale hulrum, men imens den stadig befinder sig medialt for musculus scalenius anterior. Arterien hviler her på toppen af lungerne, og efterlader en impression nær lungespidsen som følge af dette.

#### Relationer
Den har anteriort relation til musculus sternocleidomastoideus, musculus sternohyoideus og musculus sternothyroideus, samt vena subclavia og dens forgænger vena brachiocephalica. Venen kan findes anterio-inferiort for arterien langs hele dennes forløb.
På venstre side krydses arterien af nervus vagus under dennes gang langs med arteria carotis communis sinister. Arterien krydses på begge sider af nervus vagus' afgrening, nervus phrenicus. Samme sted som nervus phrenicus krydser, krydses arterien desuden også af en afgrening fra vena brachipcephalica: vena vertebralis.

#### Afgreninger
Alle afgreningerne fra arteria subclavia afgives fra den 1. del.
Hvor arterien krydses af nervus phrenicus og vena vertebralis afgiver den superiort arteria vertebralis som kommer til at have forløb sammen med den krydsende vene.
Samme sted, men inferiort på arterien afgives arteria thoracica interna som løber antero-inferiort ned for at forsyne forsiden af brysthulen.
Til sidst afgår truncus thyrocervicalis fra arterien lige inden dennes passage ind i skalenerporten. Denne har et kort forløb superiort fra A. subclavia, før den efter ganske kort distance skilles i arteria suprascapularis, arteria transversa cervicis og arteria thyroidea inferior.

### 2. del
Her ligger arterien inde i skalenerporten (imellem musculus scalenus medius og musculus scalenus anterior) sammen med trunci fra plexus brachialis. I 2. del er arterien adskilt fra vena subclavia af musculus scalenus anterior.

### 3. del
Den sidste del af arterien befindes lateralt for skalenerporten, hvilende på det første ribben. Den fastholder en tæt relation med truncus inferior og medius fra plexus brachialis, og får igen relation til vena subclavia.

## Referrencer
1. ↑  Sidawy, Anton N., MD, MPH; Perler, Bruce A., MD, MBA (2018). "Subclavian Arteries". Rutherford's Vascular Surgery and Endovascular Therapy (9. udgave). ISBN 9780323427913.
2. 1 2  Tranum-Jensen, Jørgen (2017). Hovedets, halsens og de indre organers anatomi (11. udgave). Munksgaard. ISBN 978-87-628-1559-9.